# Нанг Тани

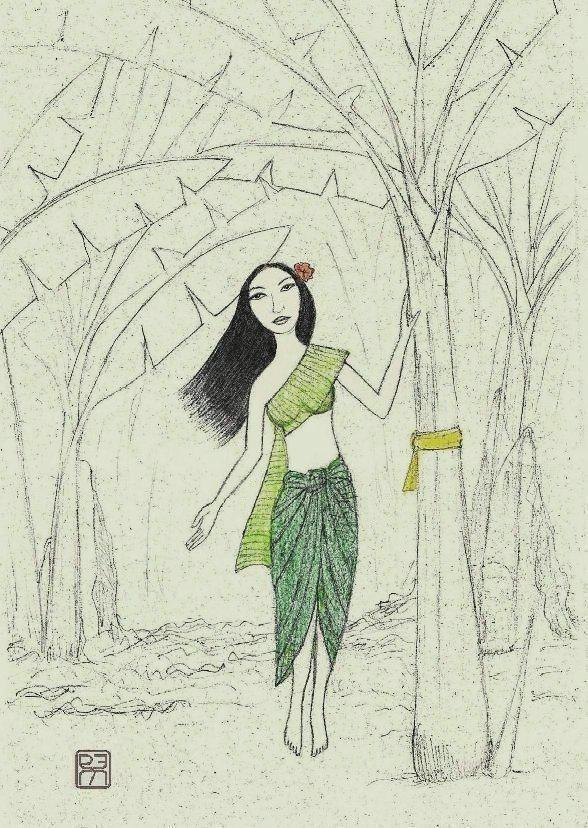
Рисунок, изображающий Нанг Тани.

Нанг Тани (тайск. นาง ตานี), также Нанг Пхаи (тайск. นาง พ ราย), Нанг Фа Тани (тайск. นางฟ้า ตานี), Пхи Тани (тайск. ผี ตานี), Мае Пхраи Тани (тайск. แม่ พ ราย ตานี), или просто Тани (ตานี), — женский дух из тайского фольклора. Согласно народному фольклору, этот дух появляется в виде молодой женщины-призрака среди зарослей дикого банана (банан Бальбиса), который в тайском языке носит название «клуай тани» (тайск. กล้วย ตานี).
Нанг Тани принадлежит к разряду женских духов или фей, связанных с деревьями, носящих в тайском фольклоре название «Нанг Маи» (тайск. นาง ไม้).

## Легенды

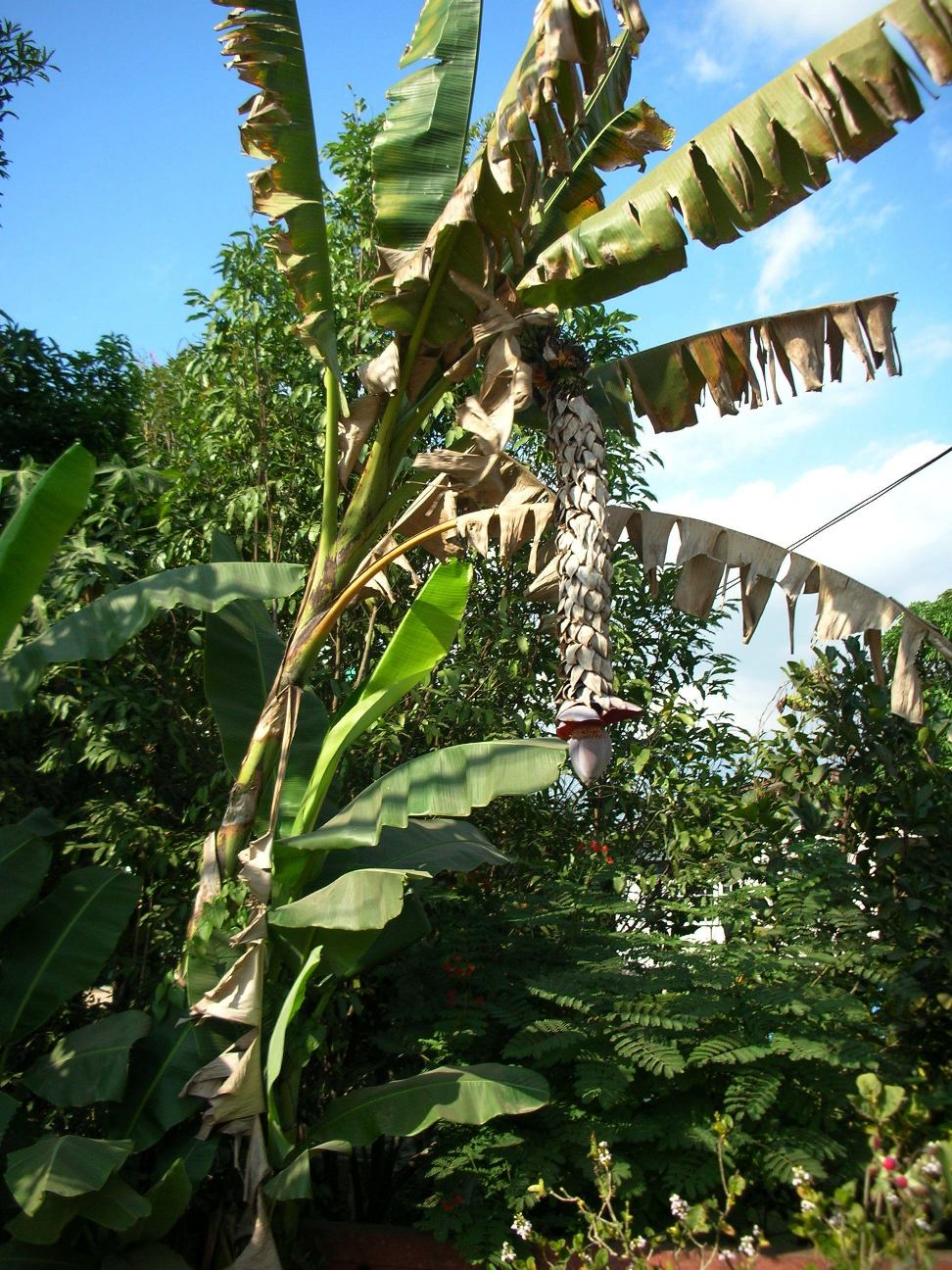
Дикорастущие бананы «клуай тани».

Дух, согласно легендам, обитает у корней дикорастущих банановых зарослей. В народных верованиях он представлен как призрак красивой молодой женщины, одетый в зелёные традиционные тайские одежды. Большую часть времени Пхи Танг остаётся в укрытии, уходя из зарослей и становясь ясно видимым во время полнолуния. Призрак имеет зеленоватую кожу, сливаясь с деревьями. Как правило, появляется в стоячем положении, не касаясь ногами земли, а как бы паря над ней. В некоторых современных пересказах легенд нижняя часть её тела выглядит нематериальной, носимая на талии одежда внизу имеет вид тумана, выходящего из ствола дерева. Нанг Тани, согласно легендам, отличается в целом дружеским расположением к людям, может давать пищу странствующим буддийским монахам.
Вырубание банановых зарослей с корнями, якобы заселёнными Тани, считается дурным предзнаменованием. Ей преподносятся сладости, благовония и цветы. Часто люди также привязывают кусочки цветных атласных одежд к дереву, в котором, по их мнению, живёт Тани. Бананы, называемые «клуай тани», не относятся к культивируемым сортам. Из-за их связи с духом люди не желают, чтобы они росли вблизи их домов, и они практически не встречаются в деревнях. Тем не менее группы их зарослей встречается вдали от районов проживания человека, часто на окраинах деревни или по краям обрабатываемых полей, на обочинах дорог. Они выглядят как обычные банановые заросли, но их плоды несъедобны. Однако их листья часто используются в Таиланде для упаковки сладостей, производимых для внутреннего рынка, а соцветия используются в народной медицине для лечения язв.
В тайском устном фольклоре имеются сведения, что призрак может вредить людям, особенно тем, у кого есть «неправильные женщины», хотя, как правило, считается доброжелательным. Пользуются популярностью амулеты с изображением Нанг Тани, имеющие различные формы и размеры. Некоторые люди считают кусочки цветного шёлка вокруг стволов признаками деятельности Нанг Тани у этих банановых растений.

## В современной культуре
Нанг Тани является популярным фольклорным призраком; её образ представлен в некоторых тайских фильмах, в том числе в «Нанг Пхраи Тани» (นาง พ ราย ตานี), фильме 1967 года, считающемся классикой. «Нанг Тани» (นาง ตานี), «Тани Тхи Рак» (ตานี ที่ รัก), "Монрак Нанг Праи против Нанг Тан"и (มนต์ รัก นาง พ ราย ปะทะ นาง ตานี) и фильм 2000 года «Пхраи Тани» (พ ราย ตานี) — менее значимые картины, в которых банановому духу отведена главная роль. Дух появляется также в других фильмах, таких как фильм ужасов «Нанг Пхраи Кханонг Рака» (นาง พ ราย คะนอง รัก) и прочие.
Призрак почитается в тайской народной культуре. Известны картинки и рассказы с её участием, иногда комические; она часто появляется в тайских комиксах и книгах.